# Amesbury
Amesbury è una città nello Wiltshire, Inghilterra, otto miglia a nord di Salisbury e vicino a Stonehenge.  Fu fondata nel 979 d.C., sebbene il sito fosse già stato occupato da un convento. 
Indicata su una mappa del XVII secolo come "Ambersbury", si pensa che questa città abbia preso il suo nome da Ambrosio Aureliano, il leader della resistenza romano-britannica contro gli invasori anglosassoni nel V secolo. Amesbury viene anche associata con la leggenda di re Artù: sarebbe nel suo convento che si sarebbe ritirata la regina Ginevra dopo che il suo adulterio con Lancillotto era stato scoperto. 
Un miglio più a ovest si trova una fortezza collinare dell'Età del ferro conosciuta come campo di Vespasiano (che prima di diventare imperatore aveva combattuto in quest'area dell'isola). Questo sito non è però mai stato oggetto di scavi archeologici.
Nel 2002, ad Amesbury è stata scoperta una tomba dell'Età del bronzo, la più ricca mai trovata in Britannia. I resti di due uomini scoperti nella sepoltura sembrerebbero riferirsi a due aristocratici, visto il ricco corredo di oltre 100 oggetti di valore trovati insieme ai corpi, tra cui orecchini d'oro, coltelli di rame e vasellame. Uno dei due uomini trovati nella tomba è conosciuto col nome di Arciere di Amesbury.
La città nel 1672 ha dato i natali al letterato George Addison.